# Scalmicauda septentrionalis
Scalmicauda septentrionalis är en fjärilsart som beskrevs av Sergius G. Kiriakoff 1959. Scalmicauda septentrionalis ingår i släktet Scalmicauda och familjen tandspinnare. Inga underarter finns listade.